# Kościół św. Antoniego z Padwy we Wrocławiu
Kościół św. Antoniego z Padwy – świątynia rzymskokatolicka (od lat powojennych używana przez parafię pod wezwaniem św. Mikołaja) przy ulicy św. Antoniego 30 we Wrocławiu. 

## Historia

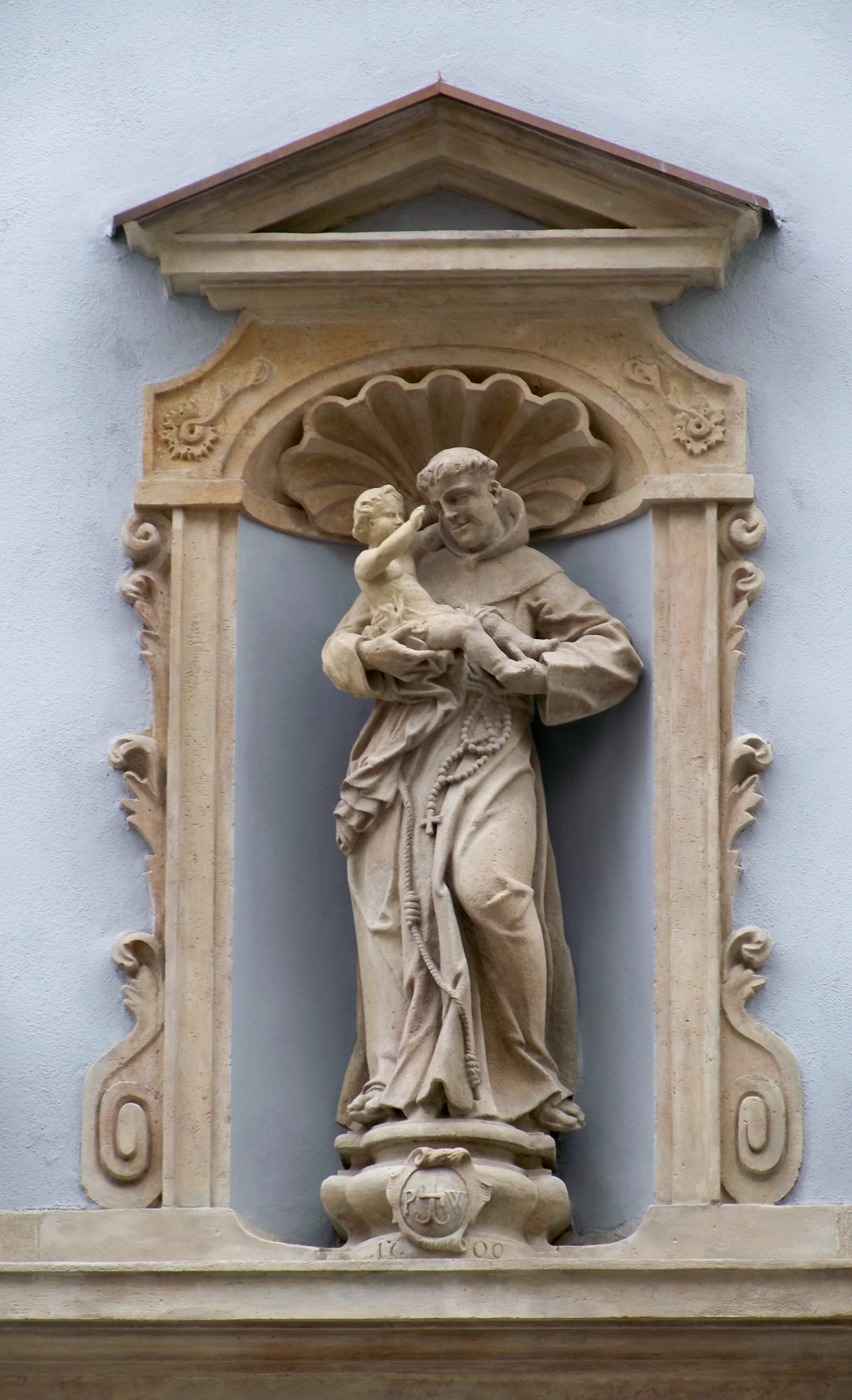
Figurą św.Antoniego nad portalem

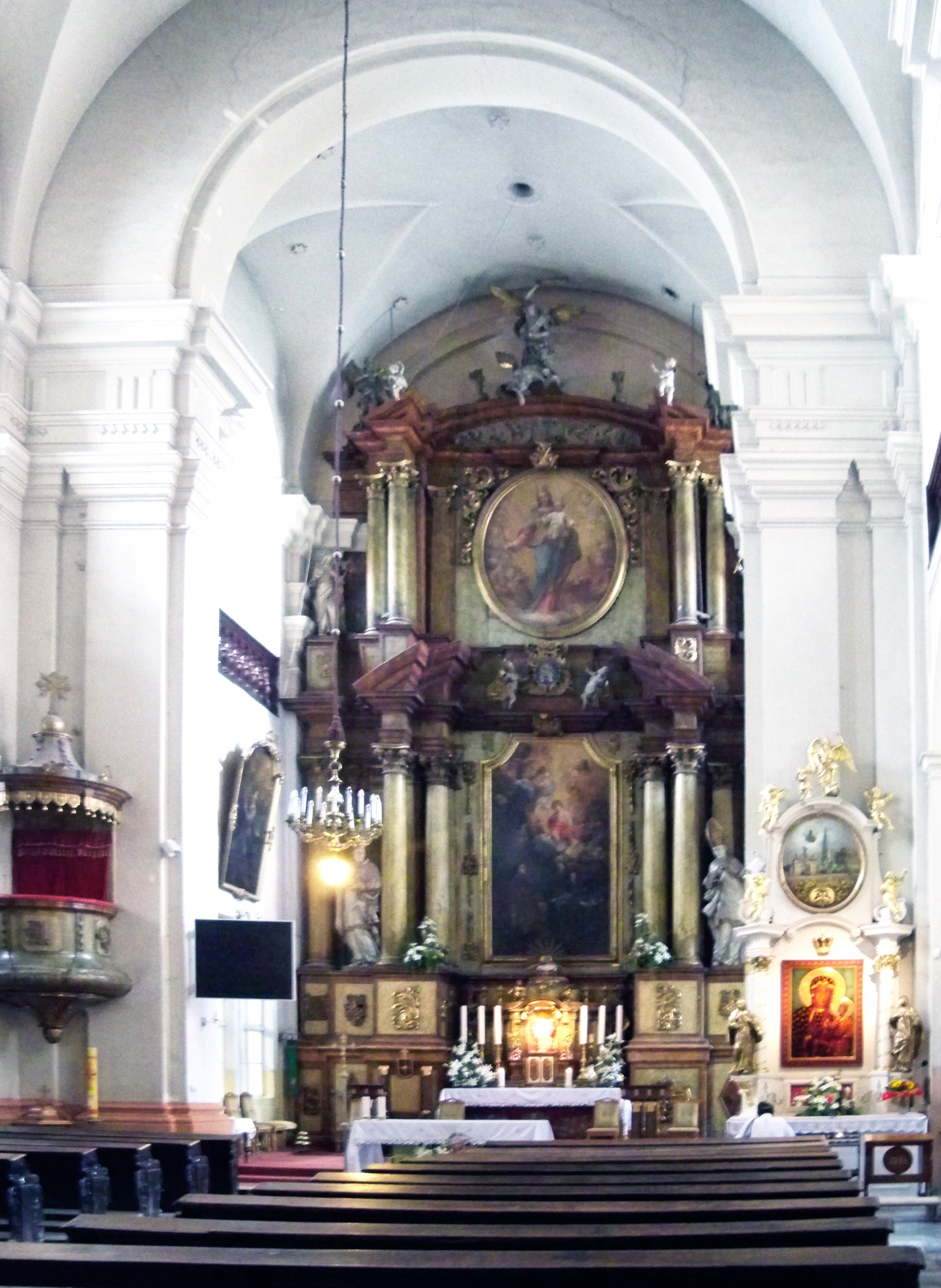
Wnętrze kościoła, ołtarz

Świątynia została zbudowana w latach 1685–1692 pod kierunkiem arch. Mateusza Bienera według projektu nieznanego architekta włoskiego w stylu barokowym przy ówczesnym klasztorze zakonu franciszkanów reformatów, postawionym tu nieco wcześniej (w latach 1679–1681 i dokończonym w 1694). W rezultacie eksplozji prochu w pobliskiej baszcie murów miejskich 21 czerwca 1749, cały kompleks klasztorny uległ poważnym uszkodzeniom. W szczególności zniszczone zostały dachy i, w całości lub częściowo, zawaliły się sklepienia, zarówno kościoła, jak i klasztoru, w kościele uszkodzone zostały, choć w różnym stopniu, wszystkie ołtarze, poza jednym. Odbudowa kompleksu trwała do 1753, dzięki środkom pozyskanym od władz pruskich, biskupa wrocławskiego, śląskiej arystokracji, a także kweście wśród wiernych Śląska, Polski i Czech.  
W 1792, franciszkanie zmuszeni byli odstąpić swój klasztor elżbietankom, które pozostawały tu aż do roku 1945. Wtedy przejęli go salezjanie, a w 1953 oni z kolei zmuszeni zostali oddać klasztor na potrzeby domu studenckiego wrocławskiego Uniwersytetu. W 1998 decyzją kardynała Henryka Gulbinowicza przejęli go paulini.
Kościół ma szerokość ok. 18 metrów, długość 30, a wysokość sklepienia 17. Kwadratowa w rzucie wieża nie jest wysoka, a ponieważ znajduje się w głębi, przy chórze, to trudno ją dostrzec z ulicy. Nad portalem znajduje się figura patrona kościoła, św. Antoniego z Padwy (od jego imienia wzięła w 1718 nazwę cała ulica, przedtem nazywana Hundstrasse – „Psia”), natomiast obecnie patronem parafii (rzymskokatolickiej) tego kościoła jest św. Mikołaj.
Okolicę, w której znajduje się kościół, nazywa się Dzielnicą Czterech Świątyń, gdyż w pobliżu znajdują się ponadto ewangelicki kościół dworski, Synagoga Pod Białym Bocianem oraz prawosławna cerkiew św. Barbary.
Od 25 marca 2014 roku, dzięki decyzji arcybiskupa Józefa Kupnego, świątynia nosi tytuł Sanktuarium Jasnogórskiej Matki Kościoła.

## Organy
W kościele znajdują się 17-głosowe organy pneumatyczne, zbudowane w 1997 r. przez wrocławskiego organmistrza Antoniego Szydłowskiego. Wykorzystują one oryginalny prospekt z pierwotnego instrumentu, będącego dziełem Josepha Eberhardta ze Zgorzelca z lat 1750–1752.
Dyspozycja instrumentu
| Manuał I            | Manuał II            | Pedał           |
| ------------------- | -------------------- | --------------- |
| 1. Pryncypał 8'     | 1. Burdon 8'         | 1. Subbas 16'   |
| 2. Gamba 8'         | 2. Pryncypał 4'      | 2. Oktawbas 8'  |
| 3. Flet podwójny 8' | 3. Flet drewniany 4' | 3. Chorałbas 4' |
| 4. Oktawa 4'        | 4. Superoktawa 2'    |                 |
| 5. Flet otwarty 4'  | 5. Kwinta 1 1/3'     |                 |
| 6. Kwinta 2 2/3'    | 6. Cymbał 3×         |                 |
| 7. Piccolo 2'       |                      |                 |
| 8. Mixtura 4×       |                      |                 |

## Dzwony
Pierwsza wzmianka o dzwonach w tym kościele pochodzi z 1695 roku, kiedy to kościół św. Antoniego otrzymał 2 dzwony odlane przez Siegmunda Götza. Niestety w 1917 roku zostały one zarekwirowane i przetopione na amunicję. W 1925 roku w wieży pojawiły się dwa nowe, lecz mniej okazałe dzwony, które nie przetrwały II wojny światowej. Obecnie kościół św. Antoniego posiada trzy dzwony. Dwa z nich znajdują się w wieży, natomiast trzeci, niewielki i bezimienny dzwon znajduje się na emporze w prezbiterium.
|            | Imię   | Waga (kg) | Ton uderzeniowy | Rok odlania | Odlewnia                                     |
| ---------- | ------ | --------- | --------------- | ----------- | -------------------------------------------- |
| Mały dzwon | Maria  | ~100 kg   | fis''           | 2008        | Odlewnia Dzwonów Janusz Felczyński, Przemyśl |
| Duży dzwon | Antoni | ~190 kg   | dis”            | lata 50     | Śląska Odlewnia Dzwonów, Wrocław             |